# Anal Cunt
Anal Cunt var ett grindcoreband från USA, dock ofta benämnda som A.C. eller AxCx på grund av det provocerande bandnamnet, som direkt översatt betyder "analfitta".
Bandets image var att provocera, något de främst gjorde genom sina låttitlar och texter. 
Exempel på detta: 
- Hitler Was a Sensitive Man
- I Like Drugs and Child Abuse
- I Sent Concentration Camp Footage to Americas Funniest Home Videos
- Conor Clapton Committed Suicide Because His Father Sucks (originaltiteln för Your Kid Committed Suicide Because You Suck).
- You Converted to Judaism so a Guy Would Touch Your Dick

I juni 2011 omkom frontmannen Seth Putnam av en misstänkt hjärtinfarkt, vilket ledde till att bandet lades ner.

## Medlemmar
Senaste medlemmar
- Seth Putnam – sång, gitarr (1988–2011; död 2011)
- Tim Morse – trummor (1988–1996, 2008–2011)
- Josh Martin – gitarr (1996–2001, 2006–2011)

Tidigare medlemmar
- Mike Mahan – gitarr (1988–1990, 2008)
- Fred Ordonez – gitarr (1991–1992, 1992–1993)
- John Kozik – gitarr (1992–1995, 2003–2006)
- Paul Kraynak – gitarr (1993)
- Scott Hull – gitarr (1995)
- Nate Linehan – trummor (1996–1999, 2003–2004, 2006–2007)
- John Gillis – trummor (1999–2001, 2004–2006)

## Diskografi
Studioalbum
- 1993 – Everyone Should Be Killed
- 1995 – Top 40 Hits
- 1996 – 40 More Reasons to Hate Us
- 1997 – I Like It When You Die
- 1998 – Picnic of Love
- 1999 – It Just Gets Worse
- 2008 – 110 Song CD
- 2010 – Fuckin' A

EP
- 1988 – 88 Song EP
- 1989 – 5643 Song EP
- 1991 – Another EP
- 1991 – Live EP
- 1991 – Unplugged
- 1993 – Morbid Florist
- 1993 – Breaking the Law
- 2001 – Defenders of the Hate
- 2001 – Howard Is Bald
- 2011 – Wearing Out Our Welcome

Split EP
- 1989 – We'll Just Have to Acclimatize Ourselves to the Post-Nuclear Area (delad med Seven Minutes of Nausea)
- 1991 – Another Split EP (delad med Meat Shits)
- 1991 – Split with Psycho
- 1997 – In These Black Days: A Tribute to Black Sabbath Vol. 1 (delad med Eyehategod)
- 1999 – Live in N.Y.C. (delad med Insult)
- 2000 – Split with The Raunchous Brothers
- 2001 – Split with Flächenbrand

Samlingsalbum
- 1991 – Greatest Hits Volume One
- 1994 – Old Stuff Part Two
- 2000 – The Early Years 1988-1991
- 2002 – Very Rare Rehearsal from February 1989
- 2001 – Defenders of the Hate
- 2008 – Old Stuff Part 3